# Ажакин, Макар Иванович
Макар Иванович Ажакин (1868—?) — русский военный  деятель, полковник  (1916). Герой Первой мировой войны.

## Биография
В 1885 году  после окончания Саратовского I Александро-Мариинского реального училища вступил в службу. В 1890 году после окончания Чугуевского военного училища произведён подпоручики и выпущен в Кутаисский 158-й пехотный полк. В 1894 году произведён в поручики, в 1900 году в штабс-капитаны, в 1906 году в капитаны, в 1914 году  в подполковники.

С 1914 года участник Первой мировой войны. В 1916 году произведён в полковники, командир полка. 29 августа 1916 года за храбрость награждён Георгиевским оружием: 
За то, что в боях под городом Лодзью с 5-го по 14-е ноября 1914 года занимал с 6-ю ротами позицию, занять которую стремился противник. Здесь в течение указанного периода он отбил 18 атак противника, причём 8-го ноября во время одной из этих атак, когда 2 роты, занимавшие окопы, пришли в замешательство, он лично под сильным ружейным и артиллерийским огнём направил огонь фланговой своей роты по наступающему противнику и задержал его наступление
После Октябрьской революции 1917 года в Белой армии, в составе ВСЮР, до 1919 года председатель Особой следственной комиссии.

## Награды
- Орден Святой Анны 3-й степени  (1905; Мечи и бант к ордену — ВП 14.05.1916)
- Орден Святого Станислава 2-й степени   (1911; Мечи к ордену — ВП 2.09.1916)
- Орден Святой Анны 2-й степени  (1914; Мечи к ордену — ВП 1.08.1916)
- Орден Святого Владимира 4-й степени с мечами и бантом (ВП 17.01.1915)
- Георгиевское оружие (ВП 29.08.1916)
- Орден Святого Владимира 3-й степени с мечами (ВП 14.10.1916)